# قمة شرق آسيا

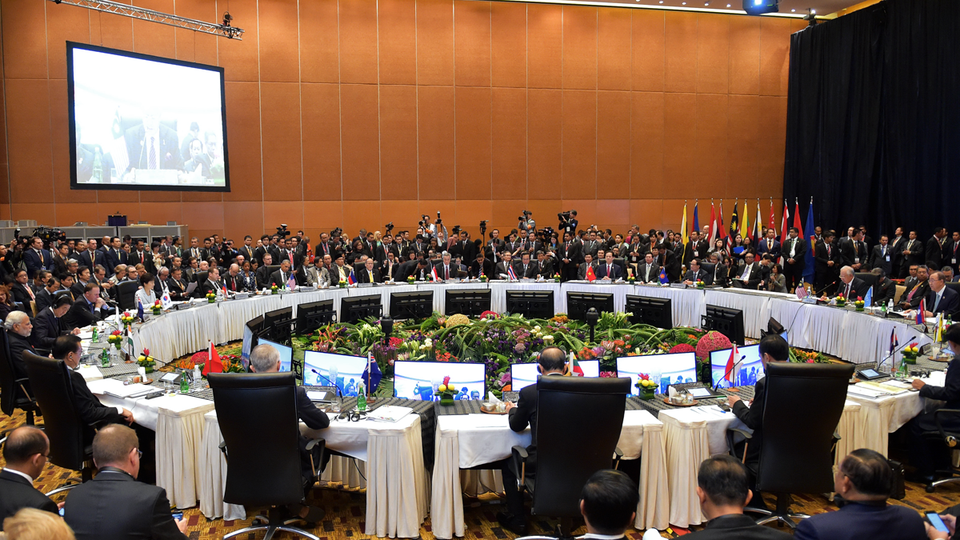
إحدى جلسات الدورة العاشرة من المنتدى سنة 2015.

قمة شرق آسيا (بالإنجليزية: East Asia Summit)‏ (EAS) هو منتدى إقليمي كان يُعقد في البداية سنويا بين قادة 16 دولة من مناطق شرق وجنوب شرق وجنوب آسيا، استنادا إلى آلية آسيان زائد ستة. توسع عدد الأعضاء إلى 18 دولة، حيث انضمت كل من روسيا والولايات المتحدة في منتدى القمة السادس سنة 2011. تُعقد اجتماعات القمة بعد اجتماعات قادة الآسيان السنوية، وتلعب دورا مهما في البنية الإقليمية لمنطقة آسيا والمحيط الهادئ. عقدت القمة الأولى في كوالالمبور بماليزيا في 14 ديسمبر 2005.

## الدول الأعضاء
| الدولة           | الاسم الرسمي بالإنجليزية             | العاصمة         | رأس الدولة              | رئيس الحكومة                        | رئيس الدولة                                       |
| ---------------- | ------------------------------------ | --------------- | ----------------------- | ----------------------------------- | ------------------------------------------------- |
| أستراليا         | Commonwealth of Australia            | كانبرا          | رئيس وزراء أستراليا     | Prime Minister سكوت موريسون         | إليزابيث الثانية، النظام الملكي الأسترالي         |
| بروناي           | Nation of Brunei, the Abode of Peace | بندر سري بكاوان | قائمة سلاطين بروناي     | حسن البلقية، قائمة سلاطين بروناي    | حسن البلقية، قائمة سلاطين بروناي                  |
| كمبوديا          | Kingdom of Cambodia                  | بنوم بنه        | رئيس وزراء كمبوديا      | Prime Minister هون سين              | نورودوم سيهاموني، King of Cambodia                |
| الصين            | People's Republic of China           | بكين            | رئيس مجلس الدولة الصيني | Premier لي كه تشيانغ                | شي جين بينغ، رئيس جمهورية الصين الشعبية           |
| الهند            | Republic of India                    | نيودلهي         | رئيس وزراء الهند        | Prime Minister ناريندرا مودي        | رام نات كوفيند، رئيس الهند                        |
| إندونيسيا        | Republic of Indonesia                | جاكرتا          | رئيس إندونيسيا          | جوكو ويدودو، رئيس إندونيسيا         | جوكو ويدودو، رئيس إندونيسيا                       |
| اليابان          | Japan                                | طوكيو           | رئيس وزراء اليابان      | Prime Minister شينزو آبي            | ناروهيتو، إمبراطور اليابان                        |
| لاوس             | Lao People's Democratic Republic     | فيينتيان        | رئيس وزراء لاوس         | Prime Minister ثونجلون سيسوليث      | بونغ نانغ فوراشيث، رؤساء جمهورية لاوس             |
| ماليزيا          | Malaysia                             | كوالالمبور      | رئيس وزراء ماليزيا      | Prime Minister مهاتير محمد          | عبد الله أحمد شاه، يانغ دي-برتوان أغونغ (Monarch) |
| ميانمار          | Republic of the Union of Myanmar     | نايبيداو        | رئيس ميانمار            | President وين مينت                  | Win Myint, رئيس ميانمار                           |
| نيوزيلندا        | New Zealand                          | ويلينغتون       | رئيس وزراء نيوزيلندا    | Prime Minister جاسيندا أرديرن       | إليزابيث الثانية، ملكية نيوزيلندا                 |
| الفلبين          | Republic of the Philippines          | مانيلا          | رئيس الفلبين            | رودريغو دوتيرتي، رئيس الفلبين       | رودريغو دوتيرتي، رئيس الفلبين                     |
| روسيا            | Russian Federation                   | موسكو           | رئيس وزراء روسيا        | Prime Minister دميتري ميدفيديف      | فلاديمير بوتين، رئيس روسيا                        |
| سنغافورة         | Republic of Singapore                | سنغافورة        | رؤساء وزراء سنغافورة    | Prime Minister لي هسين لونغ         | حليمة يعقوب، رئيس سنغافورة                        |
| كوريا الجنوبية   | Republic of Korea                    | سول             | رئيس كوريا الجنوبية     | مون جاي إن، رئيس كوريا الجنوبية     | مون جاي إن، رئيس كوريا الجنوبية                   |
| تايلاند          | Kingdom of Thailand                  | بانكوك          | رئيس وزراء تايلاند      | Prime Minister برايوت تشان أوتشا    | فاجيرالونغكورن (Rama X), الملكية في تايلاند       |
| الولايات المتحدة | United States of America             | واشنطن العاصمة  | رئيس الولايات المتحدة   | دونالد ترامب، رئيس الولايات المتحدة | دونالد ترامب، رئيس الولايات المتحدة               |
| فيتنام           | Socialist Republic of Vietnam        | هانوي           | رئيس وزراء فيتنام       | Prime Minister نجوين شوان فوك       | نغوين فو ترونغ، رئيس فيتنام                       |